# Rapaluoto (ö i Norra Savolax, Nordöstra Savolax, lat 63,27, long 28,49)
Rapaluoto är en ö i Finland. Den ligger i sjön Ala-Luosta och i kommunen Rautavaara i den ekonomiska regionen  Nordöstra Savolax ekonomiska region  och landskapet Norra Savolax, i den centrala delen av landet, 400 km nordost om huvudstaden Helsingfors. Öns största längd är 60 meter i sydöst-nordvästlig riktning.